# 颱風米娜 (2002年)
颱風米娜（英語：Typhoon Mitag），在菲律賓稱為颱風巴斯揚（英語：Typhoon Basyang），是有記錄以來的首個3月份超級颱風。2002年太平洋颱風季的第二場風暴，米娜於2月25日從一道位於赤道和密克罗尼西亚联邦附近的低壓槽中形成。它向西橫過該島國，隨後增強為颱風並於3月2日在雅浦島附近掠過。該州受大風和強降雨影響，導致全島停電且數百所房屋被摧毀。米娜造成嚴重的農作物損失，導致糧食短缺。大部分海岸線以及雅浦州首府科洛尼亞均被降雨和風暴潮淹沒。損失總計1.5億美元，大部分是農作物損失。風暴過後造成一人死亡。
吹襲雅浦島後，米娜因一道向其靠近的低壓槽而轉向西北及北移。它在帛琉以北掠過，在當地導致一人死亡。儘管預計颱風隨後會減弱，但它繼續增強，並在3月5日達到最高10分鐘持續風速每小時175公里。米娜因受較冷的空氣以及與西風帶的相互作用而顯著減弱。達到最高風速僅四天後，風暴就在菲律賓以東較遠處消散。

## 氣象歷史
颱風米娜起源於2002年2月下旬，一個位於赤道附近的低壓槽。2月25日，一股環流於波纳佩州以南發展，最初其對流受中度风切变影響而變得混亂。系統經過進一步組織，於2月26日發展成熱帶低氣壓。當時它位於副熱帶高壓脊以南，大致向西移動，並於2月28日在密克罗尼西亚联邦楚克州附近增強成熱帶風暴米娜，這是基於日本氣象廳的分析。聯合颱風警報中心則估計系統在前一天已增強為熱帶風暴。它掠過楚克州維諾以南，同時繼續向西移動。風暴因風切變減弱而迅速增強。聯合颱風警報中心於3月1日將風暴升級成颱風，日本氣象廳於一天後亦跟隨。
儘管仍處於颱風季的初期，米娜卻在菲律宾以東顯着增強。3月2日，在卫星影像上於其最深層的對流中心觀察到風眼。當天晚上，米娜在密克羅尼西亞聯邦雅浦島以南近距離掠過。3月3日，颱風進入菲律賓大氣地球物理和天文服務管理局的預警責任區； 該機構給予當地名稱「巴斯揚」（Basyang）。颱風因一道向其靠近的深層低壓槽而轉向西北，隨後又轉向北移。儘管預計米娜因西南向風切變而未能增強，但它轉為與風切變相同的東北方向，導致外流量增加。完成眼牆置換循環後，風眼四周被非常深的對流包圍，且德沃夏克分析法數值最高達到7.0。在此基礎上，聯合颱風警報中心於3月5日將位於菲律賓卡坦端內斯以東約610公里處的米娜升級成超級颱風，並估計其最高1分鐘持續風速為每小時260公里。這使其成為該月有記錄的唯一一個超級颱風，直到2015年，颱風美莎克亦達到此創舉。同日，日本氣象廳估計其最高10分鐘持續風速為每小時175公里。菲律賓大氣地球物理和天文管理局評估的強度與日本氣象廳相同，中國国家气象中心估計其最高10分鐘持續風速為每小時205公里。。颱風維持了最高風速約一天，隨後因風切變增強和被涼爽且乾燥的空氣入侵而顯著減弱。聯合颱風警報中心估計，風暴轉向東北時，其1分鐘持續風速在24小時內下跌了每小時110公里。3月7日，米娜跌破颱風標準。低層環流因季风的激增與上層西風帶的結合使其從高層中心分離，使得系統的低層中心轉向東和南移。3月8日，聯合颱風警報中心發布最後一份公告，而米娜亦於3月9日消散。

## 影響
密克罗尼西亚联邦的楚克州首先受到熱帶風暴米娜的影響，在當地產生出每小時76公里的陣風和高達176毫米的強降雨。降雨引發幾場小型的山泥傾瀉，維諾島的一些房屋也被淹沒。
其後，米娜在雅浦州的幾個島嶼附近掠過，首當其衝的是沃萊艾環礁。在該島，電力因時速約170公里的強風而中斷，麵包樹和椰子樹也被吹倒。一些房屋被強風摧毀，居民被迫疏散到當地的一所學校。米娜在雅浦州附近掠過時帶來強降雨，恩古盧環礁的降雨量達到255毫米。在雅浦島，颱風產生的持續風速為每小時56公里，陣風達每小時141公里。全島因強風而停電了約兩天，雅蒲島國際機場航站樓的屋頂也被損壞。沿海建築物被大浪和风暴潮損壞，內陸183米的地區也被淹沒。首府科洛尼亞的海堤遭到破壞，該鎮部分地區被淹沒，水深達1.5米。雅浦島150多所房屋被風暴摧毀，數百人留在避難所。在整個島嶼上，樹木被強風吹倒在道路上，農作物因海水入侵而導致嚴重受損；大部分芋頭和香蕉農作物被毀。密克羅尼西亞聯邦的損失總計達1.5億美元，其中1億元來自農作物損失。
最後，颱風在帛琉以北約320公里處掠過，帶來強陣風，但並無造成損失。該國有一人被樹壓死；因為擔心這棵樹會在暴風雨中造成損壞，他一直在幫助一位朋友砍倒這棵樹，屬於間接死亡事件。

## 善後
米塔格吹襲擊雅浦州後，該州州長宣布進入為期30天的緊急狀態，並向中央政府尋求援助。5月29日，時任美國總統乔治·沃克·布什宣布雅浦島為重大災難區，並由政府撥款以用於修復風暴破壞和緩解風暴的破壞。米娜導致農作物受損，其後在雅浦州和楚克州的一些島嶼引發糧食短缺，在諾姆溫環礁有一人因與風暴相關的健康問題而死亡。關島的醫院向雅浦島派遣醫療隊，提供毛毯、衣物和醫療用品。

## 外部連結
- 日本氣象廳有關颱風米娜（0202）的一般資訊（页面存档备份，存于），取自數位颱風網 （英語）
- 日本氣象廳有關颱風米娜（0202）的最佳路徑數據（页面存档备份，存于） （日語）
- 日本氣象廳有關颱風米娜（0202）的最佳路徑數據（圖像）（页面存档备份，存于） （英語）
- 日本氣象廳的最佳路徑數據（文本）（页面存档备份，存于） （英語）
- 聯合颱風警報中心有關第二號超級颱風（米娜）的最佳路徑數據（页面存档备份，存于） （英語）
- 美國海軍研究實驗室有關02W.米娜，存于 （英語）